# Адольф фон Кляйст
Адольф Фрідріх Теодор фон Кляйст (нім. Adolf Friedrich Theodor von Kleist; 24 лютого 1886, Шпандау — 15 липня 1957, Лефесте) — німецький офіцер, генерал-лейтенант вермахту.

## Біографія
Представник давнього прусського роду спадкових військовиків. Другий син генерал-лейтенанта Пауля фон Кляйста. 20 липня 1906 року вступив в уланський полк «Принц Август Вюртемберзький» (Позенський) №10. В 1912/13 роках навчався у Військовому кінному інституті Ганновера, після чого повернувся в свій полк. Учасник Першої світової війни. З 5 серпня 1914 року — ордонанс-офіцер в штабі 9-ї кавалерійської бригади. 4 липня 1915 року поранений у боях під Лембергом. 31 серпня 1915 року направлений в запасний ескадрон. З 9 жовтня 1915 року — командир ескадрону свого полку. З 14 жовтня по 28 листопада 1916 року пройшов курс кулеметника в Деберіці. 30 грудня 1916 року призначений в резервний драгунський стрілецький полк №23. З 8 серпня 1917 року — командир роти єгерського батальйону №4, з 20 вересня 1917 року — батальйону піхотного полку №341, з 16 жовтня 1917 року — батареї польового артилерійського полку №86. З 7 листопада 1917 по 10 січня 1918 року служив в штабі 86-ї піхотної дивізії, з 26 січня 1918 року — командування кулеметних частин на Заході, з 20 лютого 1918 року — знову в штабі 86-ї піхотної дивізії. З 10 грудня 1918 року — командир ескадрону уланського полку №10.
5 січня 1919 року поранений під час служби в прикордонній охороні. З 1 червня 1919 року служив в 27-му, з 14 лютого 1920 року — в 5-му кавалерійському полку. З 11 березня 1920 року — командир навчального ескадрону 10-го кінного полку. З 1 жовтня 1928 року — референт Інспекції кавалерії Імперського військового міністерства. З 1 квітня 1934 року — командир 12-го, з 1 травня 1935 року — 18-го гірського полку.
З 1 жовтня 1937 року — комендант Ганновера. 29 грудня 1941 року відправлений в командний резерв ОКГ. З 16 січня 1942 року — командир польової запасної дивізії «A». 20 листопада 1942 року знову відправлений в командний резерв ОКГ і відряджений для особливих доручень в групу армій «A». З 12 грудня 1942 по 20 березня 1943 року — командир тилової ділянки групи армій «A». З 3 квітня по 20 червня 1943 року — командир схітних підрозділів групи армій «A». З 28 червня 1943 року — командир дивізії №160. 15 серпня 1943 року відряджений в головну польову комендатуру Варшави для проходження підготовки головного польового коменданта. З 15 вересня 1943 року — комендант 225-ї головної польової комендатури (Варшава). Після перелому стегна 7 лютого 1944 року відправлений в командний резерв. 11 квітня 1945 року взятий в полон. 28 червня 1947 року звільнений. Решту життя прожив в Лефесте.

## Звання
- Фенріх (20 липня 1906)
- Лейтенант (10 листопада 1906)
- Оберлейтенант (19 червня 1914)
- Ротмістр (24 липня 1915)
- Майор (1 лютого 1928)
- Оберстлейтенант (1 грудня 1932)
- Оберст (1 листопада 1934)
- Генерал-майор (1 березня 1938)
- Генерал-лейтенант запасу (1 квітня 1940)
- Генерал-лейтенант (1 квітня 1941)

## Нагороди
- Залізний хрест
  - 2-го класу (22 вересня 1914)
  - 1-го класу (29 серпня 1916)
- Хрест «За військові заслуги» (Австро-Угорщина) 3-го класу з  військовою відзнакою (5 жовтня 1917)
- Нагрудний знак «За поранення» в чорному (5 квітня 1918)
- Ганзейський хрест (Гамбург; 8 липня 1918)
- Рятувальна медаль (5 квітня 1927)
- Орден Святого Йоанна (Бранденбург), почесний лицар
- Почесний хрест ветерана війни з мечами (20 грудня 1934)
- Орден Святого Олафа, командорський хрест (Норвегія; 23 травня 1936)
- Медаль «За вислугу років у Вермахті» 4-го, 3-го, 2-го і 1-го класу (25 років; 2 жовтня 1936) — отримав 4 нагороди одночасно.
- Хрест Воєнних заслуг
  - 2-го класу з мечами (1940)
  - 1-го класу з мечами (30 січня 1943)